# Super Bowl Sunday
«Super Bowl Sunday» es el decimocuarto episodio de la segunda temporada de la serie de televisión de drama estadounidense This Is Us, y el trigésimo segundo en general. Fue escrito por el showrunner Dan Fogelman, y dirigido por Glenn Ficarra y John Requa. Fue transmitido el 4 de febrero de 2018 en NBC. En el episodio, el domingo del Super Bowl de 1998, la casa de los Pearson se incendia. La familia Pearson logra escapar, pero Jack finalmente muere. En la actualidad, los niños y Rebecca ven el juego del Super Bowl recordando a Jack.
El episodio originalmente transmitido inmediatamente después de la transmisión de Super Bowl LII. «Super Bowl Sunday» fue visto por 26,97 millones de espectadores, según Nielsen Media Research, lo que lo convierte en el episodio más visto de This Is Us. Se convirtió en el programa de entretenimiento con guion de mayor audiencia en la televisión desde el episodio posterior al Super Bowl de 2008 de House.

## Argumento
En 1998, a altas horas de la noche después del Super Bowl, los ruidos despiertan a Jack, quien descubre que la casa está en llamas. Despierta a Rebecca y llama a Randall y Kate; Kevin está en casa de Sophie. Jack saca a los niños de sus dormitorios, usando su colchón como escudo térmico. Kate, Randall y Rebecca descienden al suelo a través de una cuerda de sábana. El perro de Kate, Louie, ladra; viendo la desesperación de Kate, Jack vuelve a entrar y emerge con Louie y algunos recuerdos familiares. Dejando a Kate y Randall en la casa de Miguel, Rebecca lleva a Jack al hospital para el tratamiento de la inhalación de humo. Mientras Rebecca está lejos de la habitación del hospital para ocuparse de la logística, Jack sufre un ataque cardíaco repentino y fatal "widow maker". El médico informa a Rebecca, que entra en shock hasta que ve el cuerpo de Jack. Ella le dice a Miguel, Kate y Randall, luego grita sola en el auto; Kate encuentra y le dice a Kevin.
En 2018, en el 20º aniversario de la muerte de Jack, Kate catáticamente ve la cinta de la audición que Jack grabó, que salvó del incendio; el VCR la daña, pero Toby la repara y la sube a la nube; Kate le dice a Toby que él la fortalece, y a Jack le habría encantado. Kevin, que por lo general se bebe su dolor en el aniversario, visita el árbol donde se esparcieron las cenizas de Jack; reconoce que no logró cumplir con el legado de Jack, pero espera que se sienta orgulloso. Rebecca hace y come la lasaña favorita de Jack, y se une a Kevin; ella cree que su reunión es un regalo de Jack. Randall conmemora a Jack con una fiesta del Super Bowl para sus hijas y sus amigos. El nuevo lagarto mascota de la familia muere repentinamente; el elogio de Randall es demasiado intenso y emocional. Tess le dice a Randall que ha dejado deliberadamente el teléfono descolgado para evitar que los trabajadores sociales llamen, temiendo el interés de Randall en William, Deja, y su nuevo trabajo significa que quiere "una nueva vida". Randall le dice a Tess que su nacimiento cambió su vida; él siempre se dedicará a ella, y planea cenar con ella cada semana, incluso cuando sea una adulta que trabaja. Tess piensa que la participación de la familia en la crianza es "genial". Deja llama desde la puerta principal de la casa; Randall y Beth la llevan adentro y la consuelan, lo cual Tess observa con alegría.
Jordan, el niño que apareció anteriormente en la oficina de una trabajadora social del condado de Essex, es colocado con una pareja. Un Randall mayor llega para cenar con la trabajadora social, que es la Tess adulta.

## Producción
El episodio fue escrito por el creador de la serie Dan Fogelman. La decisión de emitir un episodio de "This Is Us" después del Super Bowl fue anunciada el 14 de mayo de 2017. Fogelman previó la muerte de Jack como consecuencia del incendio desde el guion del piloto. Quería que el momento se produjera hacia el final de la segunda temporada y pidió el lugar al saber que la NBC emitiría el Super Bowl.
La secuencia de fuego fue filmada en diciembre de 2017 en Newhall Ranch, California. El episodio fue editado momentos antes de salir al aire para integrar imágenes del Super Bowl LII, incluyendo el programa previo al juego y el juego real con las Águilas de Filadelfia contra los Patriotas de Nueva Inglaterra.

## Recepción

### Audiencia
"Super Bowl Sunday" fue transmitido originalmente el domingo 4 de febrero de 2018, en los Estados Unidos en NBC. El episodio fue visto en los Estados Unidos por un total de 26.97 millones de personas. Es el programa de entretenimiento más visto desde 2012 y el episodio de drama televisivo más visto desde el episodio del Super Bowl de House de 2008, que atrajo a 29 millones de espectadores.

### Recepción crítica
Al salir al aire, el episodio provocó reacciones positivas. Kimberley Roots de TVLine consideró la entrega "un buen episodio". Brian Lowry de CNN llamó al episodio "emocional", explicando que tenía "momentos fuertes e individuales para cada uno de los personajes clave" y que "se las arregló para jugar con las expectativas". Caroline Siede de The A.V. Club elogió la actuación de Mandy Moore como Rebecca, diciendo que se ha convertido en la "MVP de la temporada 2". Ella pensó que la secuencia de fuego era "una acción convincente y bien organizada". Apreció que la serie no se haya pasado de la raya con la muerte de Jack para que no se convierta en "porno emocional". Para ella, las escenas actuales sirvieron de introducción para nuevos espectadores, estableciendo el mundo del espectáculo, y el flash-forward fue una sorpresa.
Kelly Lawler de USA Today escribió: "Aunque This Is Us es conocido por sus grandes giros y falsedades, en su esencia el show (como la mayoría) es sobre sus personajes. 'Super Bowl Sunday' tuvo éxito al centrarse en Kevin (Justin Hartley), Kate, Randall (Sterling K. Brown) y Rebecca (Mandy Moore) en el presente y en el pasado. Al no prolongar aún más la muerte de Jack, el episodio logró ser más acerca de las diferentes maneras en que los miembros de la familia de Jack experimentaron su dolor, y no acerca de engañar a la audiencia. Era el camino correcto para que el a menudo frustrante misterio terminara".
Por el contrario, Laura Prudom de IGN describió el episodio como "una fiesta de llanto, sin duda, porque este programa está acostumbrado a exprimir nuestros conductos lagrimales con precisión quirúrgica, pero no se puede negar que todo el ejercicio también se sintió desvergonzadamente manipulador, lo cual es una trampa en la que a menudo cae This Is Us, especialmente cuando está tratando de ocultar cosas a la audiencia para mostrarnos cuán ingenioso es. Para los espectadores que sintonizaron por primera vez después del gran partido, probablemente hizo que el público habitual de This Is Us pareciera un completo masoquista". El escritor de Time Daniel D'Addario dio una crítica negativa en la que desaprobaba el hecho de que la muerte de Jack, aunque "conmovedoramente representada", se utilizara con fines de entretenimiento. "El tipo de show como This Is Us está en sus momentos más fuertes -uno en el que los miembros de la familia tienen conversaciones francas y honestas sobre sus esperanzas y temores- no es uno que escenifica una muerte ritual en Super Bowl Sunday, después de desplegar a los miembros del elenco para alardear de cómo te hará llorar".